# Sparattosyce
Sparattosyce je rod drveća iz porodice dudovki smješten u tribus Antiarideae. Postoje dvije vrste, obje endemi na Novoj Kaledoniji.

## Vrste
1. Sparattosyce balansae A.G.Richt. ex Guillaumin
2. Sparattosyce dioica Bureau